# Мушта Володимир Гордійович
Володимир Гордійович Мушта (рос. Владимир Гордеевич Мушта; нар. 5 липня 1924 — пом. ?) — радянський футболіст, нападник.

## Життєпис
Грав за «Сталь» (зараз називається «Дніпро») з Дніпропетровська, «Динамо» з Києва і «Динамо» теж з Дніпропетровська. У складі київських «динамівців» дебютував 17 квітня 1949 року в переможному (2:1) домашньому поєдинку 1-о туру групи I проти санкт-петербурзьких «динамівців». Володимир вийшов у стартовому складі та відіграв увесь матч. Провів 2 матчі за «Динамо» в рамках чемпіонату СРСР 1949 року, ще 8 матчів (2 голи) провів за киян у першості дублерів.
У 1962 році був головним тренером дніпропетровського «Авангарду», який виграв того року Кубок Української РСР серед КФК.
Жив у Дніпропетровську на вулиці Прогресивна.